# آغبرک
آغبرک (به ارمنی: Աղբերք) یک روستا در ارمنستان است که در استان گغارکونیک واقع شده‌است. آغبرک در ۶۸ کیلومتری شمالشرق گاوار، مرکز استان گغارکونیک واقع شده است.

## خصوصیات
آغبرک ۲۹۸ نفر جمعیت دارد و در ارتفاع ۲۱۵۰ متر بالاتر از سطح دریا قرار گرفته است.